# Tonkovský park
Tonkovský park je chráněný areál v oblasti Dunajské luhy.
Nachází se v katastrálním území obce Nový Život v okrese Dunajská Streda v Trnavském kraji. Území bylo vyhlášeno v roce 1982 na rozloze 6,72 ha. Ochranné pásmo nebylo stanoveno.